# ファランクス (芸術家集団)
ファランクス(ドイツ語: Phalanx)は、1901年にミュンヘンで結成された芸術家のグループで、当時の社会や芸術の保守的な膠着状態に対して、芸術上の手段を以て働きかけようとした。グループ名である「ファランクス」とは古代ギリシアにおける重装歩兵の密集陣形を表す言葉であり、社会や既存芸術に対して立ち向かう強い意思を体現したものである。

## グループの結成
結成時のメンバーは以下のとおりである。
- ヴァシリー・カンディンスキー
- ロルフ・ニクツキー（Rolf Niczky）
- ヴァルデマール・ヘッカー(Waldemar Hecker)
- ヘルマン・オプリスト(Hermann Obrist)
- ヴィルヘルム・フュスゲン(Wilhelm Hüsgen)

## 活動
メンバーの芸術家たちの作品による展覧会を企画し、また絵画教室を運営して若い子弟の育成に努めた。
カンディンスキーはニクツキーによってグループの会長に選ばれ、同時にファランクス画学校及び「絵画と裸体デッサン教室」の責任者に任じられた。グループ主催の展覧会においては、会員であった以下の芸術家の作品が出展された。
- クロード・モネ
- アルフレート・クビン(Alfred Kubin)
- ロヴィス・コリント
- ヴィルヘルム・トリュープナー
- アルベルト・ヴァイスゲルバー(Albert Weisgerber)
- ポール・シニャック
- フェリックス・ヴァロットン
- アンリ・ド・トゥールーズ＝ロートレック

## カンディンスキーとミュンターの出会い
ファランクスにおいて1902年にカンディンスキーは、そこで勉強していたガブリエレ・ミュンターと出会っている。1914年に別れを迎えるまで、ミュンターはカンディンスキーの生徒であり、愛人でありまた批評家であった。

## グループの終焉とその後
保守的地盤の強固なミュンヘンにおいては、入学を希望する生徒は右下がりに減少を続け、グループの支援者は徐々に減っていった。その結果、展覧会や画学校運営に一定の成果はあったものの1904年には事業を畳まねばならなくなった。
1909年には、カンディンスキーの主導に従ってメンバーの芸術家たちはミュンヘン新芸術家協会へと移るも、1911年にはカンディンスキーは内部対立からこの協会をあとにし、同年の内にフランツ・マルクとともに青騎士を結成した。